# NASCAR Racing: 2003 Season
NASCAR Racing: 2003 Season est un jeu vidéo de course développé par Papyrus Design Group et édité par Sierra Entertainment, sorti en 2003 sur Windows et Mac.

## Accueil
- Jeux Vidéo Magazine : 13/20[1]